# Victoria United Football Club
Maillots
Actualités
Le Victoria United Football Club, également connu sous le nom d'Opopo, est un club de football camerounais basé à Limbé et qui évolue dans le Championnat du Cameroun de football.

## Histoire
Le Victoria United Football Club est fondé en 2002. 
Le club a été relégué de la première division camerounaise en 2004 et y est revenu en 2023 après avoir remporté le Championnat du Cameroun de football de deuxième division 2022-2023,. Le club a également remporté le championnat régional du Sud-Ouest en 2021.
Depuis mars 2024, son entraîneur est le bulgare Dimitar Pantev.
Le club remporte son premier titre de champion du Cameroun en 2024.

## Stade
Son stade est le stade de Limbé.

## Palmarès
- Championnat du Cameroun (1)  :
  - Champion : 2024

- Championnat du Cameroun de deuxième division (1) :
  - Champion : 2023

## Bilan des saisons
Le club évolue dans le Championnat du Cameroun de football de première division, Elite 1 depuis la saison 2023-2024.
| Saison    | Division                    | Cl. final | Coupe |
| --------- | --------------------------- | --------- | ----- |
| 2023-2024 | Elite 1                     | Champion  | 1/16  |
| 2022-2023 | Elite 2                     | Champion  |       |
| 2021-2022 | Poules régionales (3e div.) | 1         |       |